# 白北鮭
白北鮭（學名：Stenodus nelma）是北鮭屬下的一種淡水鮭魚，也是一種漁業常見魚。廣泛分佈于科拉半島、西伯利亞到阿納德爾河，以及北美育空河和馬更些河的水域中。
白北鮭有時也被當做長頜北鮭（Stenodus leucichthys）的亞種。

## 描述
白北鮭是一種會溯河產卵的魚，可能會溯游1,500（930英里）去產卵。長度可達150（59英寸），重14至25（31至55英磅）。嘴部大，有突出的下頜以及高聳的背鰭。通體銀色，背部呈綠、藍或褐色。
出生後的第一年以浮游生物為食，隨後便會捕食小型魚類。也生活在河口的苦鹹水中。

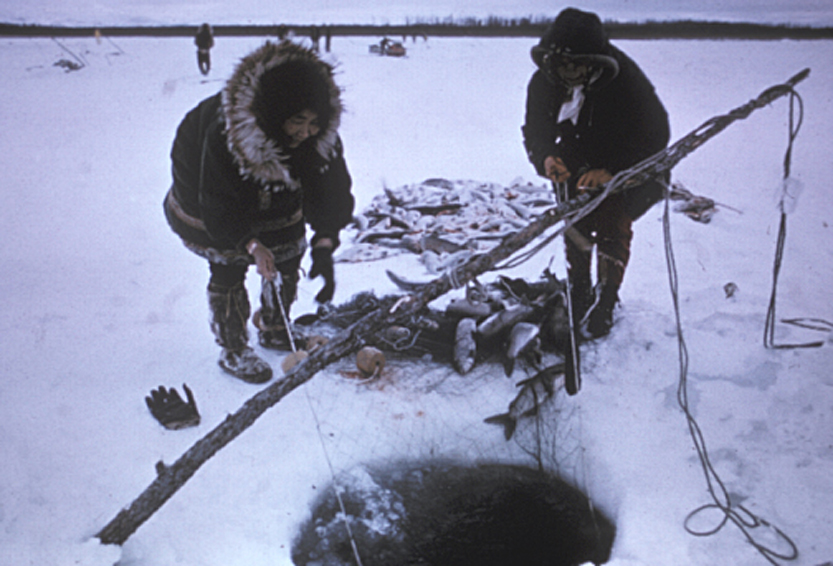
阿拉斯加塞拉維克野生動物保護區中正在捕捉白北鮭

## 外部連結
- "Mackenzie River Ecosystem: A Dynamic Delta: Inconnu: The "Unknown" Fish" GreatCanadianRivers.com
- Stenodus leucichthys nelma （页面存档备份，存于） Illustration by N.N. Kondrakov. NOAA Photo Library.